# Chalindrey
Chalindrey – miejscowość i gmina we Francji, w regionie Grand Est, w departamencie Górna Marna.
Według danych na rok 1999 gminę zamieszkiwało 2693 osób, a gęstość zaludnienia wynosiła 134 osoby/km².

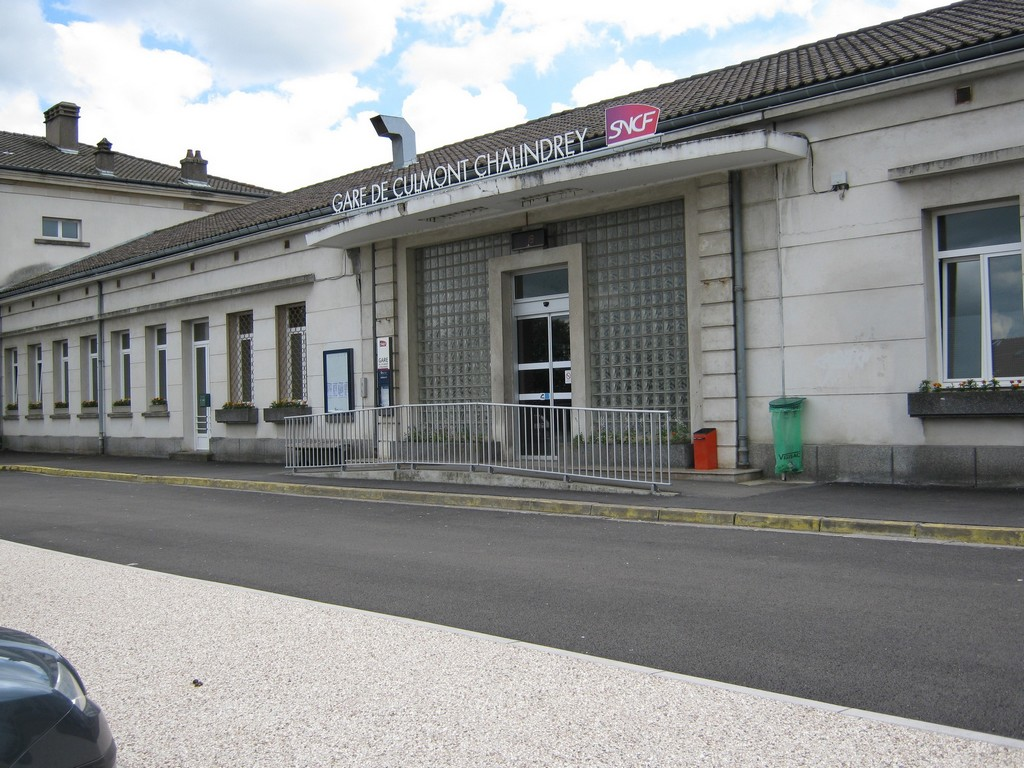
Dworzec kolejowy w Chalindrey, 2010